# Alexandre Millin du Perreux
Alexandre Millin du Perreux ou Alexandre Millin Duperreux, né le 15 juillet 1764 à Paris où il est mort le 14 avril 1843, est un peintre français.

## Biographie
Alexandre Louis Robert Millin du Perreux est le fils de Gérome Robert Millin du Perreux, administrateur des loteries, et Marie Anne Sophie Legrand. Son parrain est Robert Millin Duperreux, écuyer, conseiller secrétaire du roi. Son frère, Georges Millin Duperreux fera une carrière militaire et politique.
En décembre 1782, son père sollicite auprès du roi l'adjonction d'une place de régisseur de la loterie royale de France pour son fils Alexandre. Il occupera le poste d'administrateur adjoint. Son père est condamné à la peine de mort en 1794.
Élève de Jean-François Hue et de Pierre-Henri de Valenciennes, il expose au Salon de 1793 à 1822. Il est récompensé d'une médaille d'or en 1806.
Pierre-Henri de Valenciennes invite dès 1800 ses élèves à étudier la nature dans les Pyrénées. Millin du Perreux voyage dès lors en Italie, en Suisse et en Espagne, et ses œuvres de 1801 sont louées par Louis Ramond de Carbonnières.
Une vaste toile des Pyrénées se trouve chez Joseph Bonaparte au Château de Mortefontaine.
Vers 1827, un recueil est édité reprenant 11 lithographies de Joséphine-Clémence Formentin, d'après les vues des Pyrénées de Millin Du Perreux.
Il meurt célibataire à son domicile de la Rue Saint-Lazare à l'âge de 78 ans.

## Œuvres dans les collections publiques
- France :
  - Angers, Musée des Beaux-Arts : 
    - Château de Saint-Martin[9]
    - La barque de Caron d'après Michel-Ange[10]

  - Aix-en-Provence, Musée Granet : 
    - Vallée d'Under Hasly[11]
    - Vallée de l'Aar entre Guttengen et Under Hasly[11]

  - Fontainebleau, Château : Vue du château de Fontainebleau, prise du grand parc avec Henri IV relevant Sully[12]
  - Orléans, Musée des Beaux-Arts : Vue de l’entrée de la ville de Vaucouleurs. On aperçoit la Meuse[13]
  - Paris :
    - Bibliothèque nationale de France : Ascension de Charles et Robert aux Tuileries[14]
    - Musée du Luxembourg : Rentrée des Chartreux à la grande Chartreuse[15]

  - Pau, Musée des Beaux-Arts :
    - Vue du château royal où naquit Henri IV[16]
    - Vue du château de Pau[17]
    - Vue du château de Pau, prise du grand parc, avec Henri IV enfant tenant un drapeau[18]
    - Vue du moulin de Barbaste, à une lieue de Nérac, sur la route des Landes. Henri IV et son meunier[19]

  - Rennes, Musée des Beaux-Arts : Vue du château et de la ville de Joinville[20]
  - Rueil-Malmaison, Château de Malmaison : Vue de Bidasoa[21],[22]
  - Tours, Musée des Beaux-Arts : 
    - Vue du château de Loches ou Jeanne d'Arc à Loches (1819)[23]
    - Vue du château de La Guerche (1828)[24]
    - Maison dite d'Agnès Sorel à Beaulieu-lès-Loches (1829)[25]

  - Versailles, Château de Versailles : Charles de Sainte-Maure et Pierre-Paul Riquet[26]
- Royaume-Uni :
  - Bristol, Bristol City Museum and Art Gallery : Vue de Cauterets dans les Pyrénées[27]

## Œuvres exposées aux Salons parisiens
- Amadis s’enfuyant dans une Forêt, rencontre un Hermite qui l’emmène dans son hermitage, tiré d’Amadis des Gaules, Salon de 1793
- Deux Paysages, Salon de 1793
- Deux petits Tableaux de Paysage avec Figures, Salon de 1793
- Le Fils d’Amadis emporté par une lionne dans son antre, pour être la proie de ses petits, est sauvé par un Hermite qui avoit apprivoisé cette lionne, Salon de 1793
- Paul apprenant la mort de Virginie, Salon de 1793
- Paysage au Soleil couchant. Des Femmes faisant un sacrifice au Dieu Pan, Salon de 1793
- Sujet tiré de Paul & Virginie, Salon de 1793
- Un Paysage au Soleil couchant, avec Figures, sur un grand chemin, Salon de 1793
- Des Bergers se disputant le prix du Chant, Salon de 1795
- Glycère à la Tombe de sa Mère. Idylle de Gesner, Salon de 1795
- Vue exacte d’une Maison de campagne, Salon de 1795
- Paysage représentant une chasse de Diane, Salon de 1798
- Paysage. Mort de Clorinde, Salon de 1798
- Vue de la vallée d’Hasly, près Meyringen, canton de Berne, Salon de 1798
- Vue du pont de Psaffemprung, sur la Reusse, près Vassen, prise en descendant du Mont Saint-Gothard à Altorff, Salon de 1798
- Tableau. Vue du Lac de Thun, en Helvétie, faite d’après nature, Salon de 1799
- Tableaux [...] / Vue de la grotte de Gèdres. Tableau, Salon de 1801
- Tableaux [...] / Vue des cascades de l’Adour, à Tramesaigues, près Baguières-Bigord, Salon de 1801
- Vue de Bagnères-Luchon et de l'entrée d'Espagne par le port de Venasque, département de la Haute-Garonne, Salon de 1804
- Vue du cirque et de la cascade de Gavarnie, Salon de 1804
- Vue des Eaux-Bonnes, dans les Basses-Pyrénées. Esquisse peinte d'après nature, Salon de 1804
- Vue du pont d'Espagne, Salon de 1804
- Vue de la Pliniana, maison de Pline le jeune, sur les bords du lac de Como, Salon de 1806
- Vue de l'Isola de Pescatori, l'une des îles Boromées, sur le lac Majeur, Salon de 1806
- Vue du lac de Como, prise au-dessus du palais Odescalchy, Salon de 1806
- Vue du château de Pau, où naquit Henri IV, Salon de 1806
- Vue de la rivière de la Bidassoa, frontière de France et d’Espagne, Salon de 1808 — Rueil-Malmaison, musée national des châteaux de Malmaison et Bois-Préau (titre alternatif : Le retour de François Ier en France)[22]
- Vue du village de Cauterets, du vallon qui le renferme, des bains de César, et autres établissements d’eaux thermales, Salon de 1808
- Vue de la vallée de Roncevaux et tombeau de Rolland, placé sur le bord de la route qui conduit de Saint-Jean Pied-de-Port à Pampelune, Salon de 1808
- Intérieur de la grotte de la Balme, une des merveilles du Dauphiné, Salon de 1810
- Vue de l’intérieur de la cour du château Bayard, prise au matin, Salon de 1810
- Vue du château Bayard, dans la vallée du Graisivaudan, Salon de 1810
- Vue des ruines de la maison de Catulle, en la presqu’île de Sermione, sur le lac de Guarda, Salon de 1812
- Vue du château et de la ville de Joinville, Salon de 1812
- Vue du château et d’une partie de la ville de Brescia, Salon de 1812
- Le château et les jardins de Nérac, ancien séjour de la cour de Navarre. Vue prise dans la garenne, près la fontaine Saint-Jean, Salon de 1814
- Vue du château de Loches et de la tour d’Agnès Sorel, Salon de 1814
- Vue du château de Pau, prise du grand parc, Salon de 1814
- Vue du château et de la ville de Joinville, Salon de 1814
- Vue du château et d’une partie de la ville de Brescia, Salon de 1814
- Vue du moulin de Barbaste, à une lieue de Nérac, sur la route des Landes. Henri IV et son Meûnier, Salon de 1817
- Vue du rocher de l’Aiguille, première porte de clôture de la grande Chartreuse de Grenoble, par Saint-Laurent du Pont, Salon de 1817
- Vue prise au-dessus de la maison de Pline le Jeune, sur les bords du lac de Como, Salon de 1817
- Vue de l’entrée de la ville de Vaucouleurs. On aperçoit la Meuse, Salon de 1817
- Vue des ruines de la maison de Catulle, sur le Lac de Guarda, Salon de 1817
- Intérieur de la cour du château de Villebon, Vue prise sur le portail du pont-levis, Salon de 1817
- Vue de la maison de la nourrice de Henri IV, située au village de Billières, à l’extrémité du parc de Pau, où ce Prince passa les premières années de son enfance, Salon de 1817
- Henri IV et Sully, Salon de 1819
- Vue du château de Fontainebleau, tel qu’il était sous Henri IV ; vue prise au bout de l’étang, Salon de 1819
- Vue du château de Loches, Salon de 1819
- Vue du château royal de Pau où naquit Henri IV, Salon de 1822

Œuvres d'Alexandre Millin du Perreux
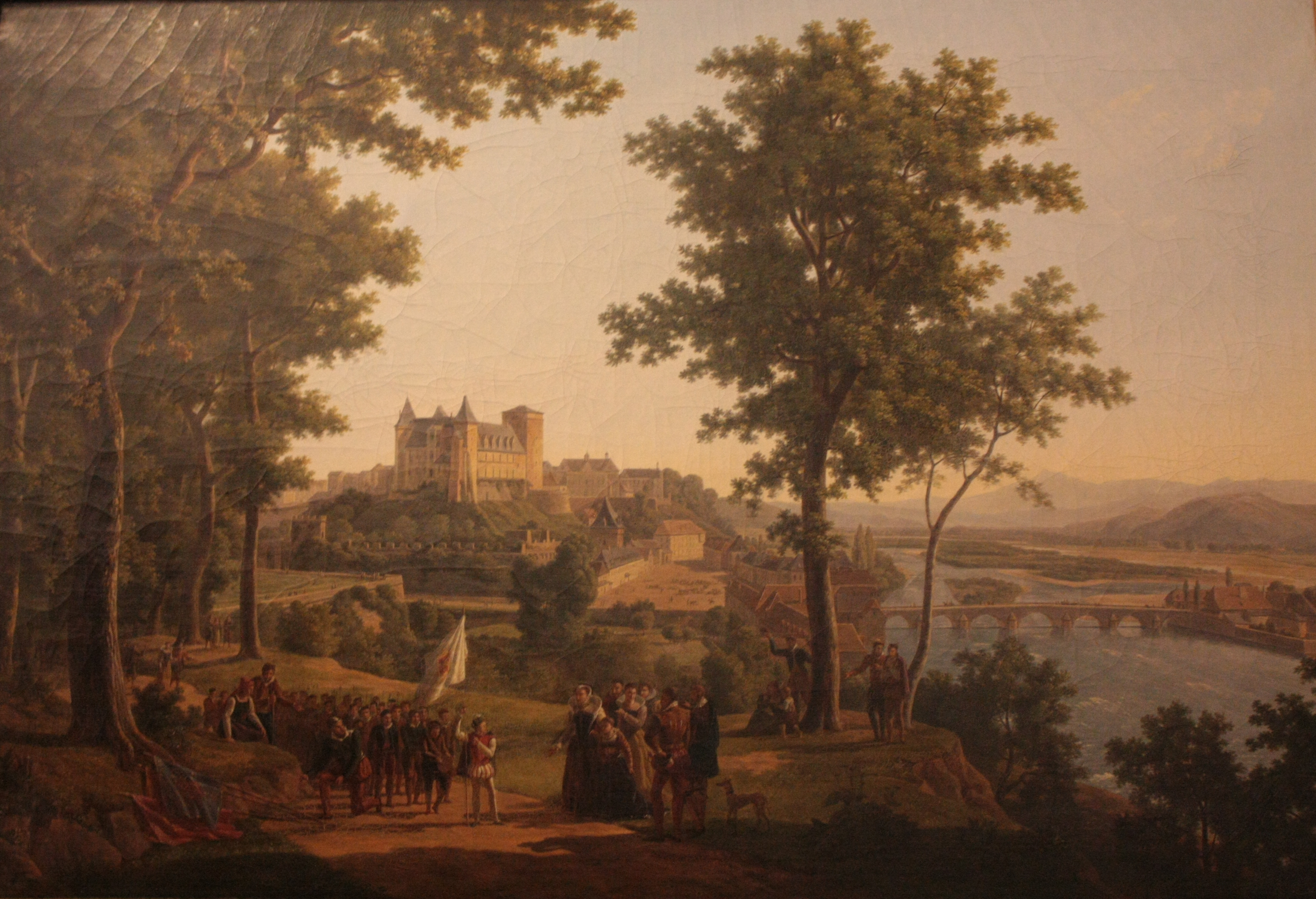
Vue du château de Pau, prise du grand parc, avec Henri IV enfant tenant un drapeau, Musée des Beaux-Arts de Pau.
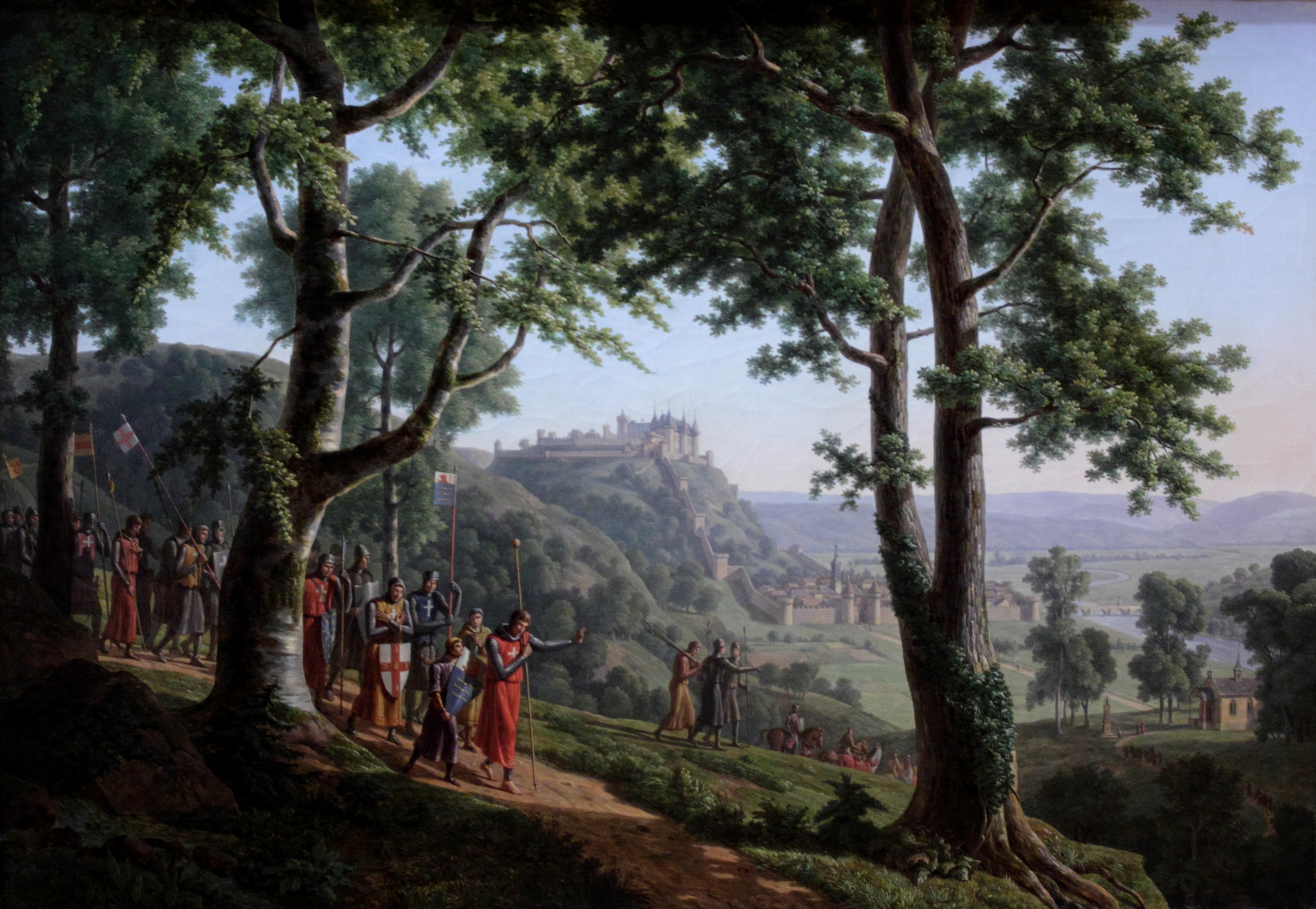
Vue du château et de la ville de Joinville, Musée des Beaux-Arts de Rennes.
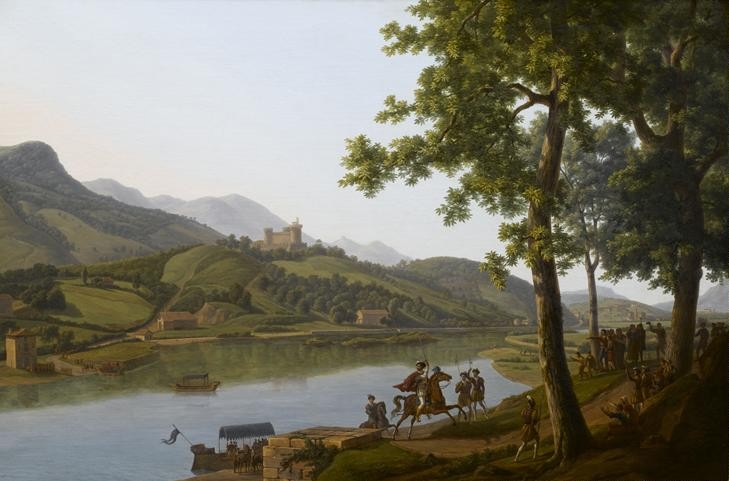
Vue de la Bidassoa (Le retour de François Ier en France), Salon de 1808, Rueil-Malmaison, Château de Malmaison.